# جمعیت‌شناسی ترکمنستان
جمعیت‌شناسی ترکمنستان در مورد ویژگی‌های جمعیتی جمعیت ترکمنستان از جمله رشد جمعیت ، تراکم جمعیت ، قومیت ، سطح تحصیلات ، بهداشت ، وضعیت اقتصادی ، وابستگی‌های مذهبی و سایر جنبه‌های جمعیت است. بیشینه قومی در ترکمنستان خود را ترکمن می‌نامند.

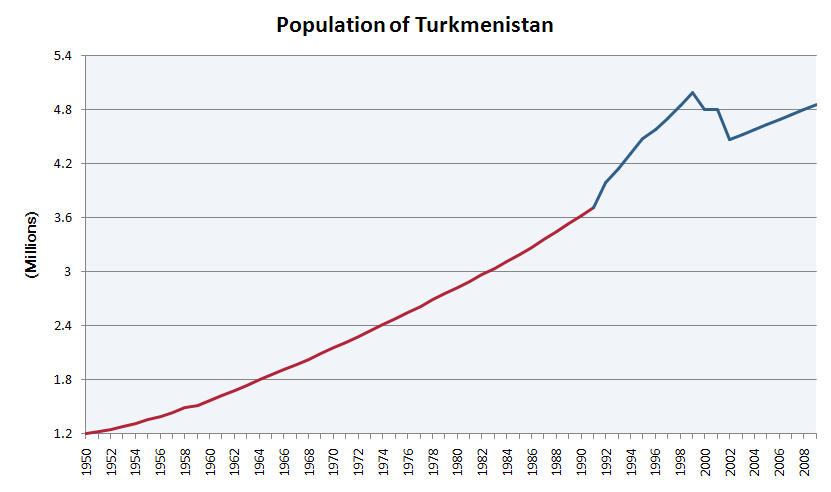
جمعیت ترکمنستان (میلیون‌ها نفر) از سال‌های ۱۹۵۰-۲۰۰۹.

## روند جمعیتی
جمعیت سرزمین ترکمنستان در سرشماری سال ۱۹۹۵ از ۱٫۵ میلیون نفر در سرشماری سال ۱۹۵۹ به ۴٫۵ میلیون نفر رسید.  جمعیت در سالهای ۲۰۰۱-۲۰۰۶ به بیش از ۵ میلیون نفر در حال افزایش است. 

## آمار حیاتی

### تخمین‌های سازمان ملل
| دوره | زایمان زنده در هر سال | مرگ و میر در سال | تغییر طبیعی در هر سال | CBR 1 | CDR 1 | NC 1 | TFR 1 | IMR 1 |
| --- | --------------------- | ---------------- | --------------------- | ----- | ----- | ---- | ----- | ----- |
| ۱۹۵۰-۱۹۵۵ | ۵۵ ۰۰۰                | ۲۱ ۰۰۰           | ۳۵ ۰۰۰                | ۴۳٫۲  | ۱۶٫۲  | ۲۷٫۰ | ۶٫۰۰  | ۱۵۰٫۰ |
| ۱۹۵۵-۱۹۶۰ | ۶۴ ۰۰۰                | ۲۳ ۰۰۰           | ۴۱ ۰۰۰                | ۴۳٫۳  | ۱۵٫۵  | ۲۷٫۸ | ۶٫۰۲  | ۱۴۰٫۱ |
| ۱۹۶۰-۱۹۶۵ | ۷۸ ۰۰۰                | ۲۴۰۰۰            | ۵۳ ۰۰۰                | ۴۴٫۶  | ۱۳٫۹  | ۳۰٫۷ | ۶٫۷۵  | ۱۳۰٫۳ |
| ۱۹۶۵-۱۹۷۰ | ۷۷ ۰۰۰                | ۲۴۰۰۰            | ۵۴ ۰۰۰                | ۳۸٫۰  | ۱۱٫۷  | ۲۶٫۳ | ۶٫۳۴  | ۱۲۰٫۴ |
| ۱۹۷۰-۱۹۷۵ | ۸۷ ۰۰۰                | ۲۴۰۰۰            | ۶۳ ۰۰۰                | ۳۷٫۱  | ۱۰٫۳  | ۲۶٫۸ | ۶٫۱۹  | ۱۱۰٫۶ |
| ۱۹۷۵-۱۹۸۰ | ۹۵ ۰۰۰                | ۲۶ ۰۰۰           | ۶۹ ۰۰۰                | ۳۵٫۳  | ۹٫۶   | ۲۵٫۸ | ۵٫۳۲  | ۱۰۰٫۷ |
| ۱۹۸۰-۱۹۸۵ | ۱۰۷ ۰۰۰               | ۲۷ ۰۰۰           | ۸۱ ۰۰۰                | ۳۵٫۲  | ۸٫۷   | ۲۶٫۵ | ۴٫۷۹  | ۹۰٫۹  |
| ۱۹۸۵-۱۹۹۰ | ۱۲۳ ۰۰۰               | ۲۸ ۰۰۰           | ۹۵ ۰۰۰                | ۳۵٫۷  | ۸٫۲   | ۲۷٫۴ | ۴٫۵۵  | ۸۱٫۰  |
| ۱۹۹۰-۱۹۹۵ | ۱۲۸ ۰۰۰               | ۳۴ ۰۰۰           | ۹۴ ۰۰۰                | ۳۲٫۹  | ۸٫۶   | ۲۴٫۳ | ۴٫۰۳  | ۷۵٫۵  |
| ۲۰۰۰-۲۰۰۰ | ۱۰۶ ۰۰۰               | ۳۴ ۰۰۰           | ۷۳ ۰۰۰                | ۲۵٫۰  | ۷٫۸   | ۱۷٫۲ | ۳٫۰۳  | ۶۱٫۳  |
| ۲۰۰۰-۲۰۰۵ | ۱۰۸ ۰۰۰               | ۳۶ ۰۰۰           | ۷۲ ۰۰۰                | ۲۳٫۳  | ۷٫۷   | ۱۵٫۶ | ۲٫۷۶  | ۵۱٫۷  |
| ۲۰۰۵-۲۰۱۰ | ۱۰۸ ۰۰۰               | ۳۸ ۰۰۰           | ۷۰ ۰۰۰                | ۲۲٫۱  | ۷٫۸   | ۱۴٫۳ | ۲٫۵۰  | ۵۰٫۵  |
| ۲۰۱۰-۲۰۱۵ |                       |                  |                       | ۲۱٫۵  | ۷٫۸   | ۱۳٫۷ | ۲٫۳۴  |       |
| ۲۰۱۵-۲۰۲۰ |                       |                  |                       | ۲۰٫۰  | ۷٫۸   | ۱۲٫۲ | ۲٫۲۲  |       |
| 1 CBR = نرخ تولد خام (در هر ۱۰۰۰)؛ CDR = میزان مرگ و میر خام (به ازای هر ۱۰۰۰)؛ NC = تغییر طبیعی (در هر ۱۰۰۰)؛ TFR = میزان باروری کل (تعداد فرزندان در هر زن)؛ IMR = میزان مرگ و میر نوزادان در هر ۱۰۰۰ تولد |                       |                  |                       |       |       |      |       |       |

### ثبت ولادت و مرگ و میر
|      | Average population | Live births | Deaths | Natural change | Crude birth rate (per 1000) | Crude death rate (per 1000) | Natural change (per 1000) |
| ---- | ------------------ | ----------- | ------ | -------------- | --------------------------- | --------------------------- | ------------------------- |
| ۱۹۵۰ | ۱٬۲۱۱٬۰۰۰          | ۴۶٬۳۳۵      | ۱۲٬۴۱۱ | ۳۳٬۹۲۴         | ۳۸٫۳                        | ۱۰٫۲                        | ۲۸٫۰                      |
| ۱۹۵۱ | ۱٬۲۳۴٬۰۰۰          | ۴۶٬۴۱۷      | ۱۲٬۷۰۷ | ۳۳٬۷۱۰         | ۳۷٫۶                        | ۱۰٫۳                        | ۲۷٫۳                      |
| ۱۹۵۲ | ۱٬۲۶۰٬۰۰۰          | ۴۹٬۳۰۶      | ۱۴٬۷۷۵ | ۳۴٬۵۳۱         | ۳۹٫۱                        | ۱۱٫۷                        | ۲۷٫۴                      |
| ۱۹۵۳ | ۱٬۲۹۰٬۰۰۰          | ۴۸٬۴۸۲      | ۱۵٬۵۶۷ | ۳۲٬۹۱۵         | ۳۷٫۶                        | ۱۲٫۱                        | ۲۵٫۵                      |
| ۱۹۵۴ | ۱٬۳۲۱٬۰۰۰          | ۵۱٬۱۶۲      | ۱۴٬۶۵۰ | ۳۶٬۵۱۲         | ۳۸٫۷                        | ۱۱٫۱                        | ۲۷٫۶                      |
| ۱۹۵۵ | ۱٬۳۵۶٬۰۰۰          | ۵۵٬۱۷۱      | ۱۴٬۰۷۵ | ۴۱٬۰۹۶         | ۴۰٫۷                        | ۱۰٫۴                        | ۳۰٫۳                      |
| ۱۹۵۶ | ۱٬۳۹۰٬۰۰۰          | ۵۳٬۵۲۸      | ۱۱٬۷۸۳ | ۴۱٬۷۴۵         | ۳۸٫۵                        | ۸٫۵                         | ۳۰٫۰                      |
| ۱۹۵۷ | ۱٬۴۳۴٬۰۰۰          | ۵۵٬۹۵۵      | ۱۰٬۹۴۰ | ۴۵٬۰۱۵         | ۳۹٫۰                        | ۷٫۶                         | ۳۱٫۴                      |
| ۱۹۵۸ | ۱٬۴۸۷٬۰۰۰          | ۵۹٬۲۳۵      | ۱۰٬۹۸۷ | ۴۸٬۲۴۸         | ۳۹٫۸                        | ۷٫۴                         | ۳۲٫۴                      |
| ۱۹۵۹ | ۱٬۵۳۹٬۰۰۰          | ۶۰٬۴۳۰      | ۱۰٬۵۹۴ | ۴۹٬۸۳۶         | ۳۹٫۳                        | ۶٫۹                         | ۳۲٫۴                      |
| ۱۹۶۰ | ۱٬۵۹۳٬۰۰۰          | ۶۷٬۶۷۶      | ۱۰٬۴۳۳ | ۵۷٬۲۴۳         | ۴۲٫۵                        | ۶٫۵                         | ۳۵٫۹                      |
| ۱۹۶۱ | ۱٬۶۵۳٬۰۰۰          | ۶۷٬۷۹۰      | ۱۰٬۸۴۱ | ۵۶٬۹۴۹         | ۴۱٫۰                        | ۶٫۶                         | ۳۴٫۵                      |
| ۱۹۶۲ | ۱٬۷۱۳٬۰۰۰          | ۶۸٬۷۲۵      | ۱۱٬۷۷۲ | ۵۶٬۹۵۳         | ۴۰٫۱                        | ۶٫۹                         | ۳۳٫۲                      |
| ۱۹۶۳ | ۱٬۷۷۳٬۰۰۰          | ۷۰٬۰۰۵      | ۱۱٬۰۹۸ | ۵۸٬۹۰۷         | ۳۹٫۵                        | ۶٫۳                         | ۳۳٫۲                      |
| ۱۹۶۴ | ۱٬۸۳۳٬۰۰۰          | ۶۹٬۷۷۷      | ۱۱٬۶۲۳ | ۵۸٬۱۵۴         | ۳۸٫۱                        | ۶٫۳                         | ۳۱٫۸                      |
| ۱۹۶۵ | ۱٬۸۹۰٬۰۰۰          | ۷۰٬۲۵۸      | ۱۳٬۱۵۲ | ۵۷٬۱۰۶         | ۳۷٫۲                        | ۷٫۰                         | ۳۰٫۲                      |
| ۱۹۶۶ | ۱٬۹۴۳٬۰۰۰          | ۷۳٬۱۰۹      | ۱۳٬۰۳۶ | ۶۰٬۰۷۳         | ۳۷٫۶                        | ۶٫۷                         | ۳۰٫۹                      |
| ۱۹۶۷ | ۲٬۰۰۱٬۰۰۰          | ۷۱٬۰۶۲      | ۱۴٬۰۴۳ | ۵۷٬۰۱۹         | ۳۵٫۵                        | ۷٫۰                         | ۲۸٫۵                      |
| ۱۹۶۸ | ۲٬۰۶۱٬۰۰۰          | ۷۳٬۴۷۰      | ۱۴٬۲۲۳ | ۵۹٬۲۴۷         | ۳۵٫۶                        | ۶٫۹                         | ۲۸٫۷                      |
| ۱۹۶۹ | ۲٬۱۲۴٬۰۰۰          | ۷۲٬۸۹۲      | ۱۴٬۷۵۴ | ۵۸٬۱۳۸         | ۳۴٫۳                        | ۶٫۹                         | ۲۷٫۴                      |
| ۱۹۷۰ | ۲٬۱۸۸٬۰۰۰          | ۷۷٬۰۸۰      | ۱۴٬۳۷۰ | ۶۲٬۷۱۰         | ۳۵٫۲                        | ۶٫۶                         | ۲۸٫۶                      |
| ۱۹۷۱ | ۲٬۲۵۱٬۰۰۰          | ۷۸٬۳۵۷      | ۱۵٬۰۳۱ | ۶۳٬۳۲۶         | ۳۴٫۸                        | ۶٫۷                         | ۲۸٫۱                      |
| ۱۹۷۲ | ۲٬۳۱۵٬۰۰۰          | ۷۸٬۸۴۱      | ۱۶٬۶۸۰ | ۶۲٬۱۶۱         | ۳۴٫۰                        | ۷٫۲                         | ۲۶٫۸                      |
| ۱۹۷۳ | ۲٬۳۸۰٬۰۰۰          | ۸۲٬۱۱۱      | ۱۷٬۳۳۶ | ۶۴٬۷۷۵         | ۳۴٫۵                        | ۷٫۳                         | ۲۷٫۲                      |
| ۱۹۷۴ | ۲٬۴۴۹٬۰۰۰          | ۸۴٬۶۰۷      | ۱۷٬۷۶۶ | ۶۶٬۸۴۱         | ۳۴٫۵                        | ۷٫۲                         | ۲۷٫۳                      |
| ۱۹۷۵ | ۲٬۵۲۰٬۰۰۰          | ۸۷٬۳۶۹      | ۱۹٬۸۷۶ | ۶۷٬۴۹۳         | ۳۴٫۷                        | ۷٫۹                         | ۲۶٫۸                      |
| ۱۹۷۶ | ۲٬۵۸۸٬۰۰۰          | ۹۰٬۷۶۵      | ۲۰٬۰۴۰ | ۷۰٬۷۲۵         | ۳۵٫۱                        | ۷٫۷                         | ۲۷٫۴                      |
| ۱۹۷۷ | ۲٬۶۵۵٬۰۰۰          | ۹۱٬۸۲۶      | ۲۰٬۸۰۱ | ۷۱٬۰۲۵         | ۳۴٫۶                        | ۷٫۸                         | ۲۶٫۸                      |
| ۱۹۷۸ | ۲٬۷۲۴٬۰۰۰          | ۹۳٬۷۹۸      | ۲۱٬۸۴۷ | ۷۱٬۹۵۱         | ۳۴٫۴                        | ۸٫۰                         | ۲۶٫۴                      |
| ۱۹۷۹ | ۲٬۷۹۲٬۰۰۰          | ۹۷٬۵۱۱      | ۲۱٬۵۸۳ | ۷۵٬۹۲۸         | ۳۴٫۹                        | ۷٫۷                         | ۲۷٫۲                      |
| ۱۹۸۰ | ۲٬۸۶۱٬۰۰۰          | ۹۸٬۰۶۹      | ۲۳٬۸۶۳ | ۷۴٬۲۰۶         | ۳۴٫۳                        | ۸٫۳                         | ۲۵٫۹                      |
| ۱۹۸۱ | ۲٬۹۳۱٬۰۰۰          | ۱۰۰٬۶۲۷     | ۲۴٬۸۸۳ | ۷۵٬۷۴۴         | ۳۴٫۳                        | ۸٫۵                         | ۲۵٫۸                      |
| ۱۹۸۲ | ۳٬۰۰۳٬۰۰۰          | ۱۰۴٬۳۴۰     | ۲۳٬۹۸۴ | ۸۰٬۳۵۶         | ۳۴٫۷                        | ۸٫۰                         | ۲۶٫۸                      |
| ۱۹۸۳ | ۳٬۰۷۶٬۰۰۰          | ۱۰۸٬۱۷۱     | ۲۶٬۰۱۵ | ۸۲٬۱۵۶         | ۳۵٫۲                        | ۸٫۵                         | ۲۶٫۷                      |
| ۱۹۸۴ | ۳٬۱۵۱٬۰۰۰          | ۱۱۱٬۰۸۳     | ۲۵٬۷۶۰ | ۸۵٬۳۲۳         | ۳۵٫۳                        | ۸٫۲                         | ۲۷٫۱                      |
| ۱۹۸۵ | ۳٬۲۲۹٬۰۰۰          | ۱۱۶٬۲۸۵     | ۲۶٬۰۸۰ | ۹۰٬۲۰۵         | ۳۶٫۰                        | ۸٫۱                         | ۲۷٫۹                      |
| ۱۹۸۶ | ۳٬۳۱۰٬۰۰۰          | ۱۲۲٬۳۳۷     | ۲۷٬۸۶۵ | ۹۴٬۴۷۲         | ۳۷٫۰                        | ۸٫۴                         | ۲۸٫۵                      |
| ۱۹۸۷ | ۳٬۳۹۳٬۰۰۰          | ۱۲۶٬۷۸۷     | ۲۶٬۸۰۲ | ۹۹٬۹۸۵         | ۳۷٫۴                        | ۷٫۹                         | ۲۹٫۵                      |
| ۱۹۸۸ | ۳٬۴۷۹٬۰۰۰          | ۱۲۵٬۸۸۷     | ۲۷٬۳۱۷ | ۹۸٬۵۷۰         | ۳۶٫۲                        | ۷٫۹                         | ۲۸٫۳                      |
| ۱۹۸۹ | ۳٬۵۷۱٬۰۰۰          | ۱۲۴٬۹۹۲     | ۲۷٬۶۰۹ | ۹۷٬۳۸۳         | ۳۵٫۰                        | ۷٫۷                         | ۲۷٫۳                      |
| ۱۹۹۰ | ۳٬۶۶۸٬۰۰۰          | ۱۲۵٬۳۴۳     | ۲۵٬۷۵۵ | ۹۹٬۵۸۸         | ۳۴٫۲                        | ۷٫۰                         | ۲۷٫۲                      |
| ۱۹۹۱ | ۳٬۷۷۲٬۰۰۰          | ۱۲۶٬۲۴۸     | ۲۷٬۴۰۳ | ۹۸٬۸۴۵         | ۳۳٫۵                        | ۷٫۳                         | ۲۶٫۲                      |
| ۱۹۹۲ | ۳٬۸۸۳٬۰۰۰          | ۱۳۱٬۰۳۴     | ۲۷٬۵۰۹ | ۱۰۳٬۵۲۵        | ۳۳٫۷                        | ۷٫۱                         | ۲۶٫۷                      |
| ۱۹۹۳ | ۳٬۹۹۳٬۰۰۰          | ۱۳۰٬۷۰۸     | ۳۱٬۱۷۱ | ۹۹٬۵۳۷         | ۳۲٫۷                        | ۷٫۸                         | ۲۴٫۹                      |
| ۱۹۹۴ | ۴٬۰۹۶٬۰۰۰          | ۱۲۹٬۷۰۰     | ۳۲٬۰۶۷ | ۹۷٬۶۳۳         | ۳۱٫۷                        | ۷٫۸                         | ۲۳٫۸                      |
| ۱۹۹۵ |                    | ۱۳۰٬۲۰۰     |        |                |                             |                             |                           |
| ۱۹۹۶ |                    | ۱۲۵٬۴۰۰     |        |                |                             |                             |                           |
| ۱۹۹۷ |                    | ۱۲۶٬۲۰۰     |        |                |                             |                             |                           |
| ۱۹۹۸ |                    | ۱۲۱٬۹۰۰     |        |                |                             |                             |                           |
| ۱۹۹۹ |                    | ۱۲۰٬۱۰۰     |        |                |                             |                             |                           |
| ۲۰۰۰ |                    | ۱۱۹٬۶۶۵     |        |                |                             |                             |                           |
| ۲۰۰۱ |                    | ۱۱۵٬۴۰۰     |        |                |                             |                             |                           |
| ۲۰۰۲ |                    | ۱۱۱٬۰۳۹     |        |                |                             |                             |                           |
| ۲۰۰۳ |                    | ۱۱۱٬۹۰۰     |        |                |                             |                             |                           |
| ۲۰۰۴ |                    | ۱۱۵٬۱۱۹     |        |                |                             |                             |                           |
| ۲۰۰۵ |                    | ۱۱۶٬۲۰۹     |        |                |                             |                             |                           |
| ۲۰۰۶ |                    | ۱۱۶٬۵۴۲     |        |                |                             |                             |                           |
| ۲۰۰۷ |                    | ۱۰۳٬۷۰۰     |        |                |                             |                             |                           |
| ۲۰۰۸ |                    | ۱۱۴٬۹۰۰     |        |                |                             |                             |                           |
| ۲۰۰۹ |                    | ۱۲۹٬۹۰۰     |        |                |                             |                             |                           |
| ۲۰۱۰ |                    | ۱۴۴٬۶۰۰     |        |                |                             |                             |                           |

### باروری و تولد
نرخ باروری کل (TFR) (نرخ باروری تحت تعقیب) و میزان زاد و ولد خام (CBR): 
| سال  | CBR (کل) | TFR (Total) | CBR (شهری) | TFR (شهری)  | CBR (روستایی) | TFR (روستایی) |
| ---- | -------- | ----------- | ---------- | ----------- | ------------- | ------------- |
| ۲۰۰۰ | ۲۴٬۶     | ۲٬۸۹ (۲٬۶۶) | ۲۰٬۵       | ۲٬۴۶ (۲٬۲۹) | ۲۸٬۲          | ۳٬۳۰ (۳٬۰۰)   |

### امید به زندگی
| دوره      | امید به زندگی در سال‌ها | اميد به زندگي زنان | امید به زندگی در سال‌ها |
| --------- | ---------------------- | ------------------ | ---------------------- |
| ۱۹۵۰-۱۹۵۵ | ۵۱٫۳                   | ۱۹۸۵-۱۹۹۰          | ۶۲٫۸                   |
| ۱۹۵۵-۱۹۶۰ | ۵۳٫۴                   | ۱۹۹۰-۱۹۹۵          | ۶۲٫۷                   |
| ۱۹۶۰-۱۹۶۵ | ۵۵٫۵                   | ۲۰۰۰-۱۰۰۰          | ۶۳٫۲                   |
| ۱۹۶۵-۱۹۷۰ | ۵۷٫۶                   | ۲۰۰۰-۲۰۰۵          | ۶۴٫۲                   |
| ۱۹۷۰-۱۹۷۵ | ۵۹٫۲                   | ۲۰۰۵–۲۰۱۰          | ۶۵٫۸                   |
| ۱۹۷۵-۱۹۸۰ | ۶۰٫۲                   | ۲۰۱۰–۲۰۱۵          | ۶۷٫۳                   |
| ۱۹۸۰-۱۹۸۵ | ۶۱٫۸                   |                    |                        |

منبع: چشم انداز جمعیت جهانی سازمان ملل 

## گروه‌های قومی
این جدول ترکیب قومی جمعیت ترکمنستان (در درصد) بین سالهای ۱۹۲۶ تا ۱۹۹۵ را نشان می‌دهد.  از زمان استقلال در گروه‌های قومی اسلاوی (روسی و اوکراینی) و همچنین قزاق‌ها و تاتارها از زمان استقلال کاهش روی داده‌است. ازبک‌ها اکنون دومین گروه بزرگ قومی در ترکمنستان هستند و روس‌ها در رده سوم قرار گرفتند. بر پایه داده‌های اعلام شده در عشق آباد در فوریه ۲۰۰۱ ، ۹۱ درصد از مردم ترکمن ، ۳ درصد ازبک‌ها و ۲ درصد روس‌ها هستند. بین سالهای ۱۹۸۹ و ۲۰۰۱ تعداد ترکمن‌ها در ترکمنستان دو برابر شد (از ۲٫۵ به ۴٫۹ میلیون نفر) ، در حالی که تعداد روس‌ها به دو سوم کاهش یافته‌است (از ۳۳۴۰۰۰ به کمی بیش از 100000). 

| قومیت group | census 19261 | census 19261 | census 19392 | census 19392 | census 19593 | census 19593 | census 19704 | census 19704 | census 19795 | census 19795 | census 19896 | census 19896 | census 19957 | census 19957 | census 20128 | census 20128 |
| قومیت group | شمار         | %            | شمار         | %            | شمار         | %            | شمار         | %            | شمار         | %            | شمار         | %            | شمار         | %            | شمار         | %            |
| --- | ------------ | ------------ | ------------ | ------------ | ------------ | ------------ | ------------ | ------------ | ------------ | ------------ | ------------ | ------------ | ------------ | ------------ | ------------ | ------------ |
| ترکمن‌ها | ۷۱۹٬۷۹۲      | ۷۱٫۹         | ۷۴۱٬۴۸۸      | ۵۹٫۲         | ۹۲۳٬۷۲۴      | ۶۰٫۹         | ۱٬۴۱۶٬۷۰۰    | ۶۵٫۶         | ۱٬۸۹۱٬۶۹۵    | ۶۸٫۴         | ۲٬۵۳۶٬۶۰۶    | ۷۲٫۰         | ۳٬۴۰۳٬۶۳۹    | ۷۶٫۷         | ۴٬۰۶۶٬۹۵۹    | ۸۵٫۶         |
| ازبک‌ها | ۱۰۴٬۹۷۱      | ۱۰٫۵         | ۱۰۷٬۴۵۱      | ۸٫۶          | ۱۲۵٬۲۳۱      | ۸٫۳          | ۱۷۹٬۴۹۸      | ۸٫۳          | ۲۳۳٬۷۳۰      | ۸٫۵          | ۳۱۷٬۳۳۳      | ۹٫۰          | ۴۰۸٬۲۵۹      | ۹٫۲          | ۲۷۵٬۵۶۵      | ۵٫۸          |
| روس‌ها | ۷۵٬۳۵۷       | ۷٫۵          | ۲۳۲٬۹۲۴      | ۱۸٫۶         | ۲۶۲٬۷۰۱      | ۱۷٫۳         | ۳۱۳٬۰۷۹      | ۱۴٫۵         | ۳۴۹٬۱۷۰      | ۱۲٫۶         | ۳۳۳٬۸۹۲      | ۹٫۵          | ۲۹۷٬۳۱۹      | ۶٫۷          | ۲۴۲٬۳۰۷      | ۵٫۱          |
| قزاق‌ها | ۹٬۴۷۱        | ۰٫۹          | ۶۱٬۳۹۷       | ۴٫۹          | ۶۹٬۵۲۲       | ۴٫۶          | ۶۸٬۵۱۹       | ۳٫۲          | ۷۹٬۵۳۹       | ۲٫۹          | ۸۷٬۸۰۲       | ۲٫۵          | ۸۸٬۷۵۲       | ۲٫۰          | ۱۹٬۰۰۴       | ۰٫۴          |
| آذربایجانی‌ها | ۴٬۲۲۹        | ۰٫۴          | ۷٬۴۴۲        | ۰٫۶          | ۱۲٬۸۶۸       | ۰٫۸          | ۱۶٬۷۷۵       | ۰٫۸          | ۲۳٬۵۴۸       | ۰٫۹          | ۳۳٬۳۶۵       | ۰٫۹          | ۳۶٬۵۸۶       | ۰٫۸          | ۴۹٫۸۵۲       | ۱٫۲          |
| بلوچ‌ها | ۹٬۹۷۴        | ۱٫۰          | ۵٬۳۹۶        | ۰٫۴          | ۷٬۶۲۶        | ۰٫۵          | ۱۲٬۳۷۴       | ۰٫۶          | ۱۸٬۵۸۴       | ۰٫۷          | ۲۸٬۲۸۰       | ۰٫۸          | ۳۶٬۴۲۸       | ۰٫۸          |              |              |
| تاتارها | ۴٬۷۶۹        | ۰٫۵          | ۱۹٬۵۱۷       | ۱٫۶          | ۲۹٬۹۴۶       | ۲٫۰          | ۳۶٬۴۵۷       | ۱٫۷          | ۴۰٬۴۳۲       | ۱٫۵          | ۳۹٬۲۷۷       | ۱٫۱          | ۳۵٬۵۰۱       | ۰٫۸          |              |              |
| ارمنی‌ها | ۱۳٬۸۵۹       | ۱٫۴          | ۱۵٬۹۹۶       | ۱٫۳          | ۱۹٬۶۹۶       | ۱٫۳          | ۲۳٬۰۵۴       | ۱٫۱          | ۲۶٬۶۰۵       | ۱٫۰          | ۳۱٬۸۲۹       | ۰٫۹          | ۳۳٬۶۳۸       | ۰٫۸          |              |              |
| اوکراینی‌ها | ۶٬۸۷۷        | ۰٫۷          | ۲۱٬۷۷۸       | ۱٫۷          | ۲۰٬۹۵۵       | ۱٫۴          | ۳۵٬۳۹۸       | ۱٫۶          | ۳۷٬۱۱۸       | ۱٫۳          | ۳۵٬۵۷۸       | ۱٫۰          | ۲۳٬۰۶۴       | ۰٫۵          |              |              |
| دیگران | ۵۱٬۶۱۵       | ۵٫۲          | ۳۸٬۴۹۴       | ۳٫۱          | ۴۴٬۱۰۶       | ۲٫۹          | ۵۷٬۰۲۶       | ۲٫۶          | ۶۴٬۳۲۷       | ۲٫۳          | ۷۸٬۷۵۵       | ۲٫۲          | ۷۱٬۱۶۸       | ۱٫۷          | ۱۴۲٬۲۸۵      | ۳٫۱          |
| Total | ۱٬۰۰۰٬۹۱۴    | ۱٬۰۰۰٬۹۱۴    | ۱٬۲۵۱٬۸۸۳    | ۱٬۲۵۱٬۸۸۳    | ۱٬۵۱۶٬۳۷۵    | ۱٬۵۱۶٬۳۷۵    | ۲٬۱۵۸٬۸۸۰    | ۲٬۱۵۸٬۸۸۰    | ۲٬۷۶۴٬۸۴۸    | ۲٬۷۶۴٬۸۴۸    | ۳٬۵۲۲٬۷۱۷    | ۳٬۵۲۲٬۷۱۷    | ۴٬۴۳۴٬۳۵۴    | ۴٬۴۳۴٬۳۵۴    | ۴٬۷۵۱٬۱۲۰    | ۴٬۷۵۱٬۱۲۰    |
| 1 Source: . 2 Source: بایگانی‌شده در ۲۱ دسامبر ۲۰۱۲ توسط Archive.today. 3 Source: . 4 Source: . 5 Source: . 6 Source: . 7 Source: 8 Source: |              |              |              |              |              |              |              |              |              |              |              |              |              |              |              |              |

## آذربایجانی‌ها در ترکمنستان
تشکیل آذربایجانی‌ها به عنوان یک گروه قومی مستقل در ترکمنستان همزمان با قرن بیستم است. هجوم گسترده‌ای از آذربایجانی‌ها به دلیل وقوع زلزله ویرانگر در شاماخی در سال ۱۹۰۲ به ترکمنستان مهاجرت کردند.
Beyler از شاماخی به طور عمده در حل و فصل کراسنوودسک و اش آباد (در حال حاضر به ترتیب به عنوان ترکمن باشی و عشق آباد شناخته می‌شود). ثروت بیلر باعث افزایش "رونق سرمایه گذاری" در ترکستان (ترکمنستان) شد. بیلر با استفاده از تجهیزات تکنولوژی مدرن ، ساخت ساختمانهای جدید را آغاز کرد. در مدت کوتاهی تعداد زیادی هتل ، خانه ، چای خانه ، کاروانسرا ، مساجد ، مدرسه‌ها ، مدارس و تئاترها ساخته شدند.
آذربایجانی‌ها نیز درگیر مبارزه با بلشویک‌ها بودند . آذربایجانی‌ها در میان مبارزان باسمچی به رهبری انور پاشا یافت شدند ، و عده ای به تأمین مالی این جنبش کمک کردند. برای ده‌ها سال ، مبارزه با سیاست استعماری بلشویک‌ها شکست خورد. بسیاری از اعضای جنبش باسماچی در جنگ از استقلال ترکستان کشته شدند، بخش دیگر به اردوگاه‌های کار در گولاک تبعید شدند  .
در طول ۷۰ سال حکومت اتحاد جماهیر شوروی ،  مبارزان آذربایجان به عنوان دشمن ملی اعلام شدند و نام آنها از کتابهای تاریخ پاک شد. امروز آنها توانبخشی شده‌اند.
در دوره فروپاشی اتحاد جماهیر شوروی ، ۳۶۰۰۰ آذربایجانی در ترکمنستان زندگی می‌کردند ، اکنون جمعیت آنها به بیش از ۵۲۰۰۰ رسیده‌است.
آذربایجانی‌ها در حالی که در ترکمنستان زندگی می‌کردند در فرهنگ و هنر این کشور نقش داشته‌اند. آلات موسیقی مانند گاول، ناگارا ، تار ، ساز و کمانچه محبوبیت در ترکمنستان به دست آورده‌اند، و ظروف آذربایجان مانند آش دوغ ، syabzi سرخ کردن، و برنج شیرین تبدیل شده‌اند به غذاهای مورد علاقه ترکمنها. امروز جامعه آذربایجانی ترکمنستان دارای مساجد ، نوازندگان و رقصندگان خاص خود است.
برخی از آذربایجانی‌های مشهور از ترکمنستان عبارتند از: رئیس قوه اجرایی شهر باکو ، حاجیبالا ابوطالیبوف ، النور حسینو که نماینده آذربایجان دو بار در مسابقه آواز یوروویژن و برنده صدای ترکیه ، خواننده ناتوان حبیبی ، زمین‌شناس مشهور ، شمیل عزیزبکو ، فیلم آژدار ابراهیموف ، کارگردان ، قهرمانان ملی آذربایجان فخرادالدین موسایف و طاهر باگروف ، اولین زن صنعت نفت و وزیر امور خارجه از سال ۱۹۵۹-۱۹۸۳. طاهرا طاهیروا همچنین در ترکمنستان متولد شد. 

## آمار جمعیتی CIA World Factbook

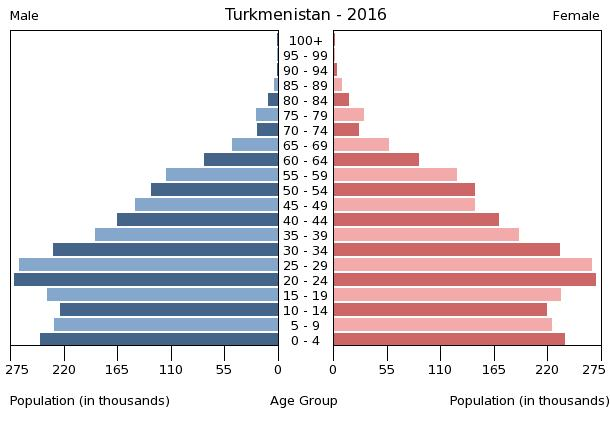
هرم جمعیت ۲۰۱۶

آمار دموگرافیک زیر از کتاب CIA World Factory تا سپتامبر ۲۰۱۸ است ، مگر اینکه خلاف آن تصریح شود. 

### زبان
- ترکمن (رسمی) ۷۲٪
- ۱۲٪ روسی
- ازبک ۹٪
- ۱٪ آذری
- ۷٪ دیگر

### دین
- اسلام ۹۳٪
- ارتدکس شرقی ۶٪
- ناشناخته ۱٪

### گروه‌های قومی
- ترکمن ۸۵٪
- ازبک ۵٬۸٪
- ۵٬۱٪ روسی
- آذربایجانی‌ها ۱٬۲٪
- ۱٪ دیگر

### ساختار سنی
- ۰-۱۴ سال: ۲۵٫۷۹٪ (مرد ۶۹۹٬۶۱۲ / زن ۶۸۰٬۵۸۳)
- ۱۵-۲۴ سال: ۳۹/۱۸٪ (مرد ۴۹۵٬۰۲۵ / زن ۴۸۸٫۹۳۰)
- ۲۵-۵۴ سال : ۴۳٫۱۸٪ (مرد ۱٬۱۴۷٬۰۴۴ / زن ۱٬۱۶۳٬۷۶۲)
- ۵۵-۶۴ سال : ۷٫۹٪ (مذکر ۱۹۹٫۳۶۳ / زن ۲۲۳٫۴۴۳)
- ۶۵ سال و بالاتر: ۴٫۷۴٪ (مذکر ۱۱۰٬۵۰۵ مرد / زن ۱۴۳،010) (2017 est. )

### سن متوسط
- کل: ۲۷٫۹ سال
- مرد: ۲۷٫۵ سال
- ۲۸٫۴ سال (۲۰۱۷ ارزیابی) )

### نسبت جنسی
- هنگام تولد: ۱٫۰۴ مرد / زن
- زیر ۱۵ سال: ۱٫۰۳ مرد / زن
- ۲۴-۲۴ سال: ۱٫۰۱ مرد / زن
- ۲۵-۵۴ سال: ۹۸/۰ مرد / زن
- ۵۵-۶۴ سال: ۸۹/۰ مرد / زن
- ۶۵ سال به بالا: ۷۷/۰ مرد / زن
- کل جمعیت: ۰٫۹۸ مرد / زن (۲۰۱۷ ارزیابی). )

### میزان باروری کل
- ۲٫۰۷ کودک متولد شده / زن (2017 est. )

### نرخ رشد جمعیت
- 1.12% (2017 est. )

### امید به زندگی در بدو تولد
- کل جمعیت: ۷۰٫۴ سال
- نر: ۶۷٫۴ سال
- زن: ۷۳٫۶ سال (2017 est. )

### ملیت
- اسم: ترکمن (ها)
- صفت: ترکمن

### سواد
- تعریف: سن ۱۵ سال به بالا می‌تواند بخواند و بنویسد
- کل جمعیت: ۹۸٫۸٪
- مرد: ۹۹٫۳٪
- زن: ۹۸٫۳٪ (برآورد ۱۹۹۹)

## همچنین ببینید
جمعیت‌شناسی آسیای میانه